# Мухаммед II (емір Малаги)
Мухаммед II аль-Муста'лі (араб. محمد المستعلي بالل; д/н — 1065) — 8-й емір Малазької тайфи в 1055 році.

## Життєпис
Походив з династії Хаммудидів. Син Ідріса II, еміра Малазької тайфи. 1055 року після смерті батька успадкував трон. Втім невдовзі був повалений Бадісом, який поставив на трон Малаги Ях'ю. Цим скористалися бербери-берегвата, які захопили міста Танжер і Сеута.
Повалений емір спочатку втік до Альмерійської тайфи, але не знайшов там військової допомоги. Зрештою перебрався до Мелільї, де 1064 року після смерті брата Ях'ї став еміром Мелільської тайфи. Але помер 1065 року.